# Bisdom Breda

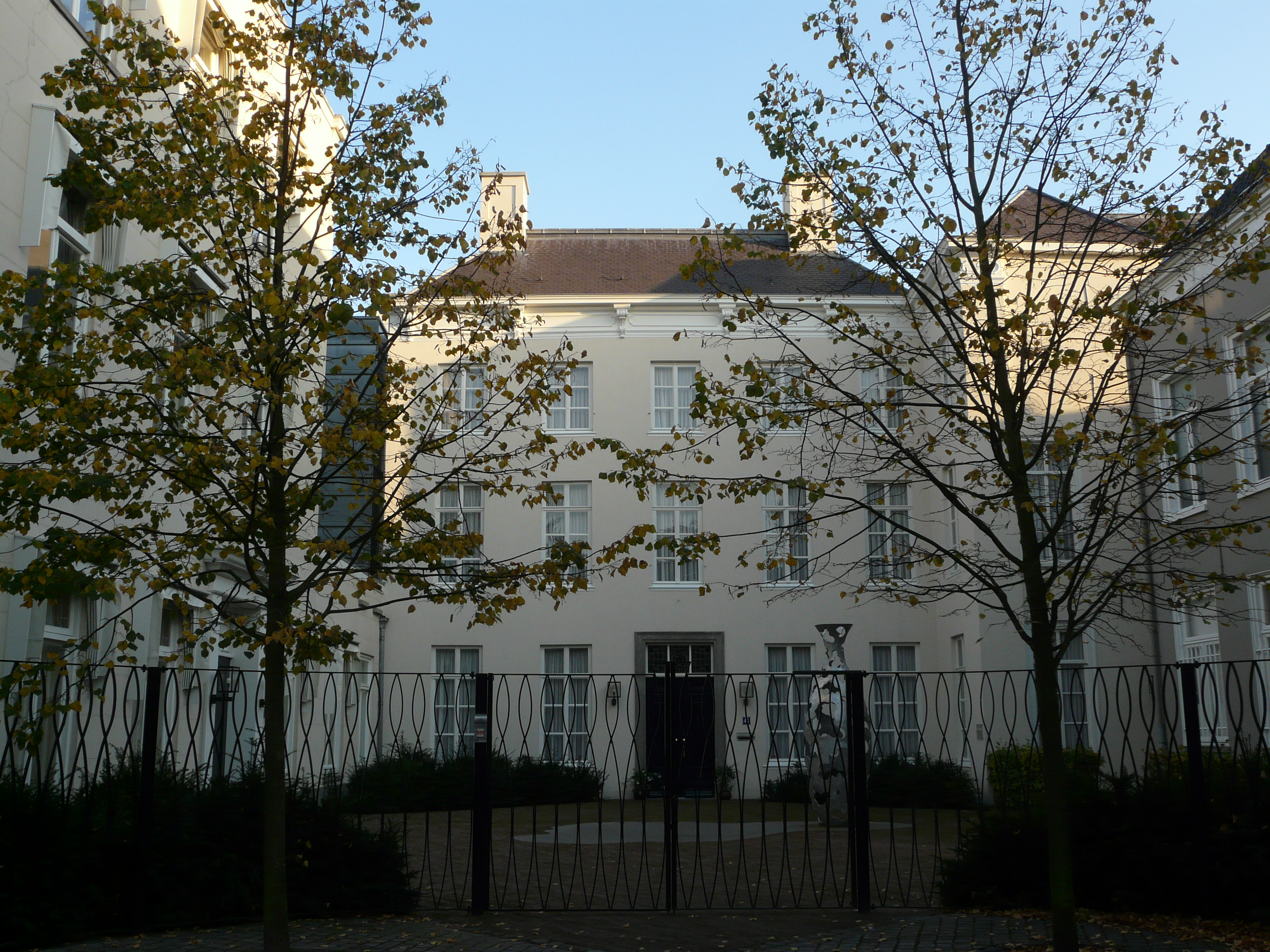
Bisschoppelijk paleis van Breda in de Veemarktstraat

Het bisdom Breda (Latijn: Dioecesis Bredana) is een bisdom van de Nederlandse rooms-katholieke kerkprovincie. Het bisdom omvat westelijk Noord-Brabant en Zeeland. Hoofdkerk is de Sint-Antoniuskathedraal in Breda.

## Geschiedenis
Op 22 maart 1803 werd het apostolisch vicariaat Breda ingesteld als afsplitsing van het apostolisch vicariaat 's-Hertogenbosch. In 1853 werd een gedeelte van het aartsbisdom Mechelen toegevoegd aan het vicariaat. Op 14 maart 1853 werd het vicariaat vervolgens omgezet in een bisdom.

## Indeling van het bisdom in de 21e eeuw
In 2005 is het bisdom onderverdeeld in drie dekenaten, die per eind 2006 gezamenlijk nog 99 parochies omvatten (4 minder dan een jaar eerder).
Ook in het bisdom Breda neemt de secularisatie verder toe, begin 2007 kondigde het bisdom een grotere reorganisatie aan. Van de 103 parochies in 2005 ging het bisdom in de jaren daarna naar 21 nieuwe parochies nieuwe stijl. Deze beschikten vanaf 2010 ieder over één pastoraal team en één pastoraal plan.
Het kerkbezoek loopt steeds meer terug, in 2006 was het zondagse kerkbezoek afgenomen tot 1 procent van de totale bevolking. Het gemiddelde per kerk was iets meer dan 100 voor het gehele bisdom. Vanwege de afnemende belangstelling worden steeds vaker plaatselijke kerkgebouwen gesloten.

## Kerncijfers van het bisdom Breda
Volgens cijfers van het KASKI was het aantal kerkelijk geregistreerde katholieke gelovigen in het bisdom Breda per 31 december 2006 circa 450.000 oftewel iets meer dan 40 % van de totale bevolking. Per zondag bezochten gemiddeld 13.960 gelovigen een rooms-katholieke kerk, dat is 1 procent van de totale bevolking van het bisdom Breda. Het aantal kerkelijk ingezegende huwelijken was 640 in het jaar 2006, een lager aantal dan in voorgaande jaren. In 2013 bedroeg het aantal katholieken bedraagt 423.000. Het aantal kerkgangers op zondag was gedaald tot 9500 en er werden 210 huwelijk gesloten.

## Kathedraal van het bisdom
Door een pauselijk decreet kreeg de Antoniuskerk op 1 november 2005 zijn oude functie van kathedraal terug. Het neoclassicistische kerkgebouw ontstond in 1837 en functioneerde van 1853 tot 1875 als kathedraal. Daarna werd de Barbarakerk aan de Prinsenkade de bisschopskerk. In 1968 werd deze kerk wegens bouwvalligheid aan de eredienst onttrokken. Vanaf dat jaar stond de bisschopszetel in de Michaëlkerk in Breda-Oost. De opnieuw aangewezen kathedrale kerk bevindt zich, net als de oude, in het centrum van de stad.

## Bisschop
Op 26 november 2011 werd Jan Liesen door paus Benedictus XVI benoemd tot bisschop van Breda. Hij heeft op 28 januari 2012 de bisschopszetel in bezit genomen. Liesen is de opvolger van Hans van den Hende, die eerder tot bisschop van Rotterdam werd benoemd.

## Heiligen en gedenkdagen in het bisdom Breda
- Z. Petrus Donders (14 januari, vrije gedachtenis)
- H. Amandus van Maastricht (6 februari, vrije gedachtenis)
- H. Gertrudis van Nijvel (17 maart, vrije gedachtenis)
- HH. Maria Adolphina  en gezellinnen (8 juli, hoogfeest)
- H. Lambertus, bisschop en martelaar (17 september, vrije gedachtenis)
- H. Hubertus, bisschop (3 november, vrije gedachtenis)
- H. Eligius (1 december, vrije gedachtenis)